# Dormitio-Abtei

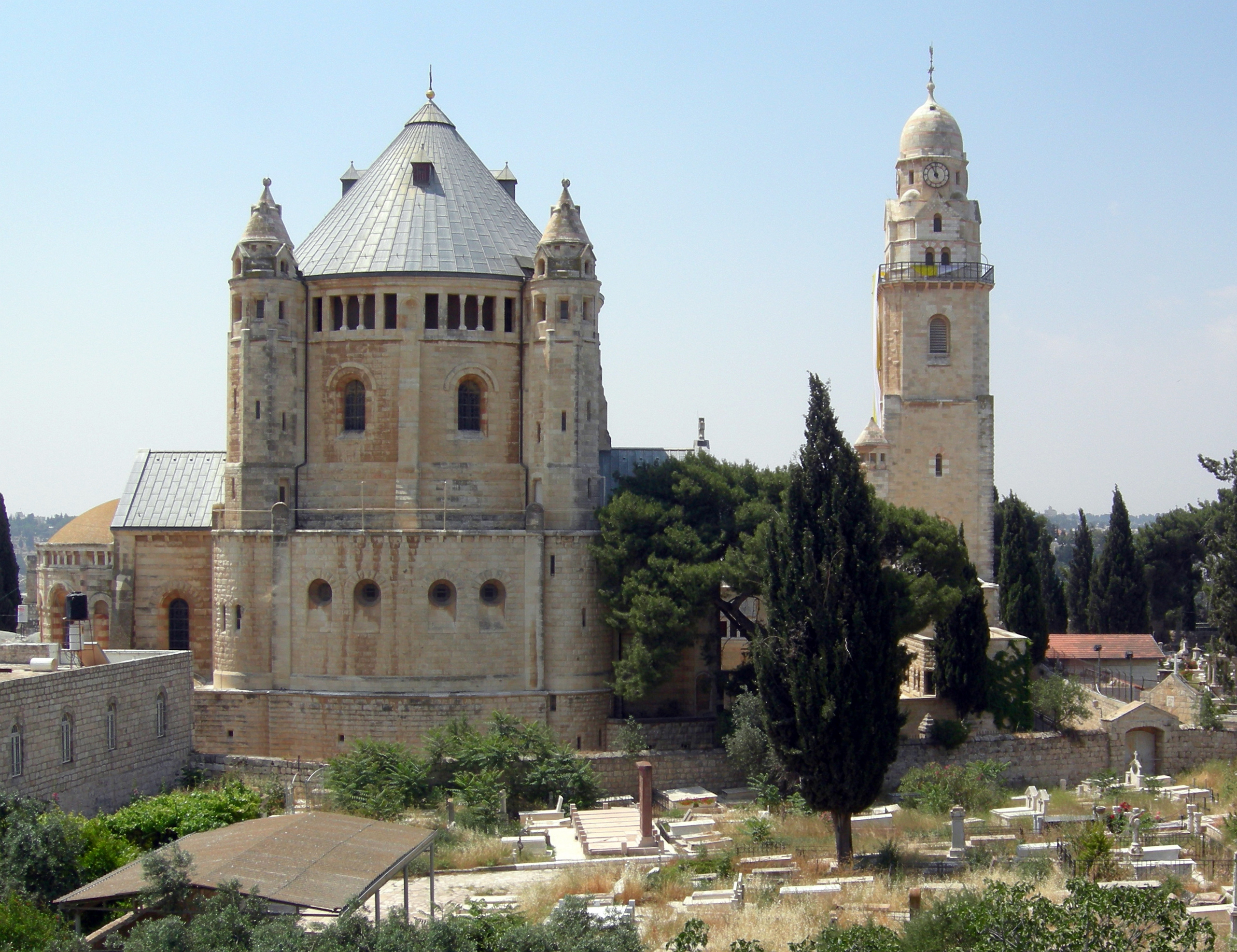
Von der Jerusalemer Altstadtmauer aus gesehen (2009)

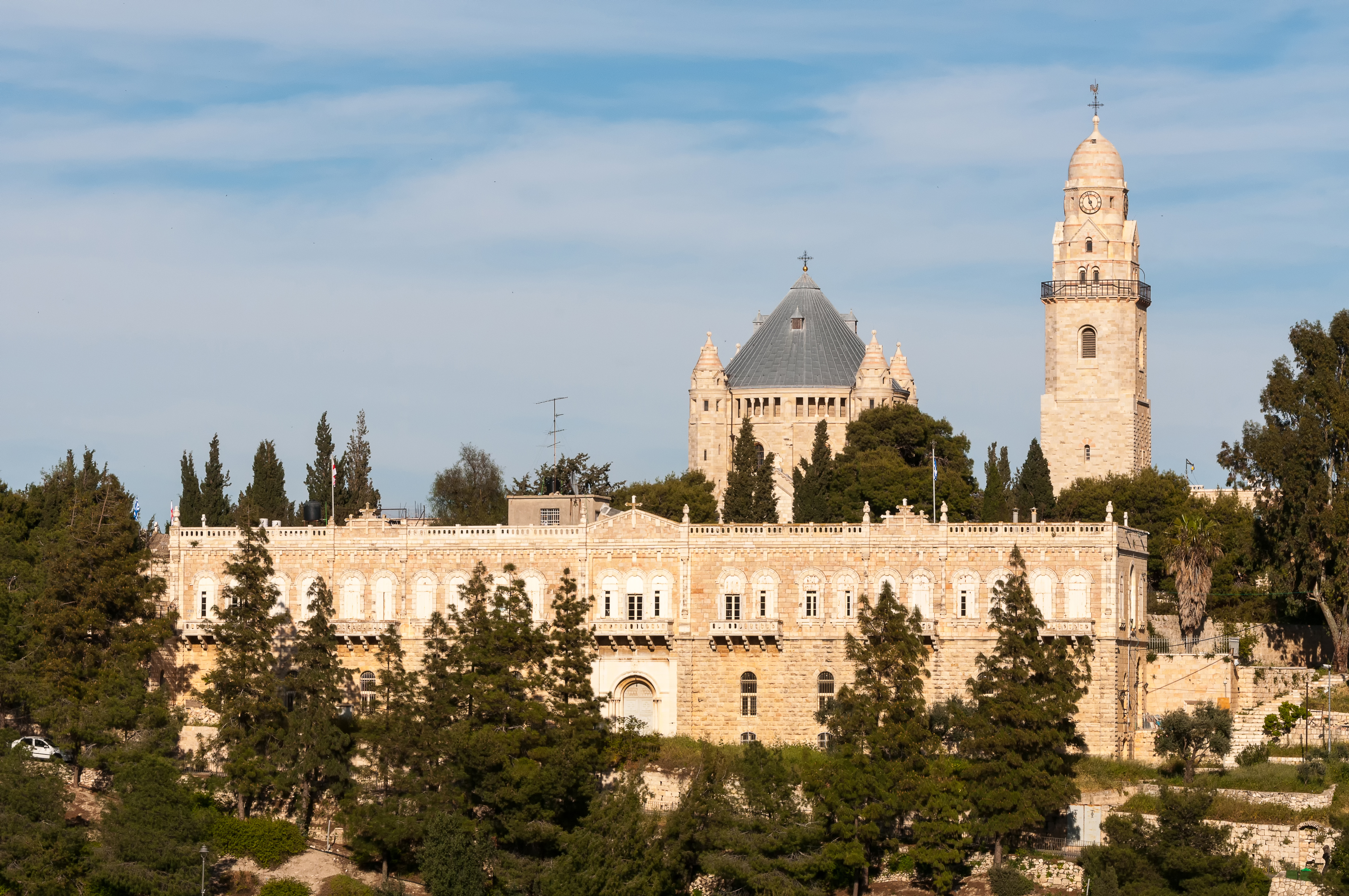
Abtei auf dem Zionsberg hinter der Zionsschule des Griechischen Orthodoxen Patriarchats (2016)

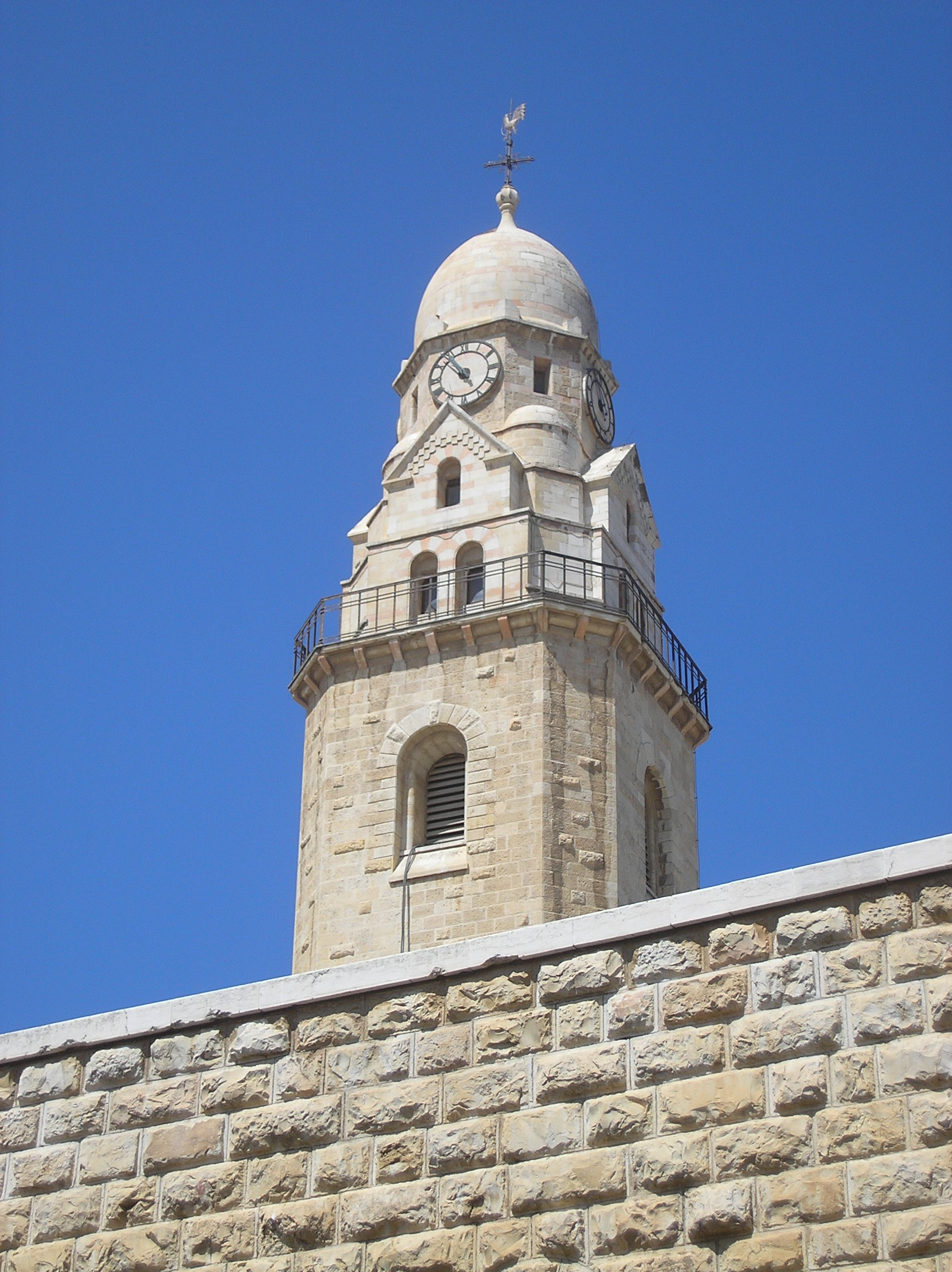
Glockenturm der Dormitio-Abtei (2007)

Die Dormitio-Abtei (lat. Abbatia dormitionis Beatae Mariae Virginis) ist eine deutschsprachige Benediktinerabtei auf dem Berg Zion in Jerusalem. Der Name leitet sich vom Patrozinium der Entschlafung der seligen Jungfrau Maria  ab. Abteikirche ist die Dormitio-Basilika.
Von 1998 bis 2006 trug die Dormitio-Abtei in Anlehnung an die 415 an dieser Stelle erbaute byzantinische Kirche Hagia Sion den Namen Hagia Maria Sion. Aus Anlass des hundertjährigen Bestehens kehrte die Gemeinschaft 2006 wieder zum Patrozinium Dormitio zurück.

## Klosterbau
Während seiner Palästinareise im Jahre 1898 übernahm Kaiser Wilhelm II. anlässlich der Einweihung der evangelischen Erlöserkirche zu Jerusalem das für 100.000 ℳ erworbene Grundstück auf dem Berg Zion von Sultan Abdülhamid II. und übergab es dem Deutschen Verein vom Heiligen Lande. Historie und Bestimmung der Dormitio beschrieb Wilhelm II. in seinem Werk Ereignisse und Gestalten. Nach der Jerusalemer Ortstradition soll an dieser Stelle in der Nachbarschaft des Abendmahlssaals die Gottesmutter Maria entschlafen sein (von lat. dormitio „Entschlafung“).
Im Auftrag der Erzabtei Beuron verhandelte Abt Willibrord Benzler von Maria Laach mit der deutschen Regierung über die Entsendung Beuroner Mönche und die Gründung eines Klosters auf dem vom Kaiser geschenkten Grundstück. Bereits 1899 traf der Architekt und Diözesanbaumeister der Diözese Köln Heinrich Renard (1868–1928) in Jerusalem ein. Zunächst erkundete er das Gelände und fand Überreste der byzantinischen Hagia Sion sowie weiterer Kirchen. Die Bauleitung übernahm der in Jerusalem ansässige und zur pietistischen Tempelgesellschaft gehörende Architekt Theodor Sandel. Der Grundstein zur Abtei und Basilika wurde am 7. Oktober 1900 gelegt. In nur zehn Jahren wurde der Bau der Basilika und der Abtei vollendet. Am 10. April 1910 wurde die Basilika vom lateinischen Patriarchen Filippo Camassei geweiht. Die Abteikirche und die Klostergebäude befinden sich im Besitz des Deutschen Vereins vom Heiligen Lande, der die Bauten unterhält.

## Geschichte der Abtei
Bereits 1906 wurden die ersten Mönche der Erzabtei Beuron nach Jerusalem entsandt. 1918 bis 1921 wurden die Mönche zum ersten Mal in ihrer Geschichte auf dem Sion interniert.
Durch Erlass Papst Pius’ XI. vom 15. August 1926 wurde das Kloster, das zur Beuroner Kongregation gehörte, zur Abtei erhoben. 1939 bis 1945 erfolgte die zweite Internierung der deutschen Mönche. Infolge des Unabhängigkeitskrieges Israels kam es zur dritten Internierung. Die Abtei lag im Niemandsland zwischen Israel und Jordanien.
Im Jahre 1951 wurde die Abtei von der Beuroner Kongregation abgelöst und der direkten Verwaltung des Abtprimas mit Sitz in Rom unterstellt. 1967, während des Sechstagekrieges, lag die Abtei im Feuer der Kriegsparteien. Seit 1973 besteht ein deutschsprachiges und ökumenisches Studienprogramm, das Theologische Studienjahr Jerusalem, in Verbindung mit der Abtei. 1979 wählte die Gemeinschaft auf dem Sion zum ersten Mal selbst ihren Abt, den Prior von Chevetogne in Belgien, Nikolaus Egender.
Seit dem 1. Mai 2011 ist an der Dormitio auch das Jerusalemer Institut der Görres-Gesellschaft (JIGG) angesiedelt.

### Priorat Tabgha

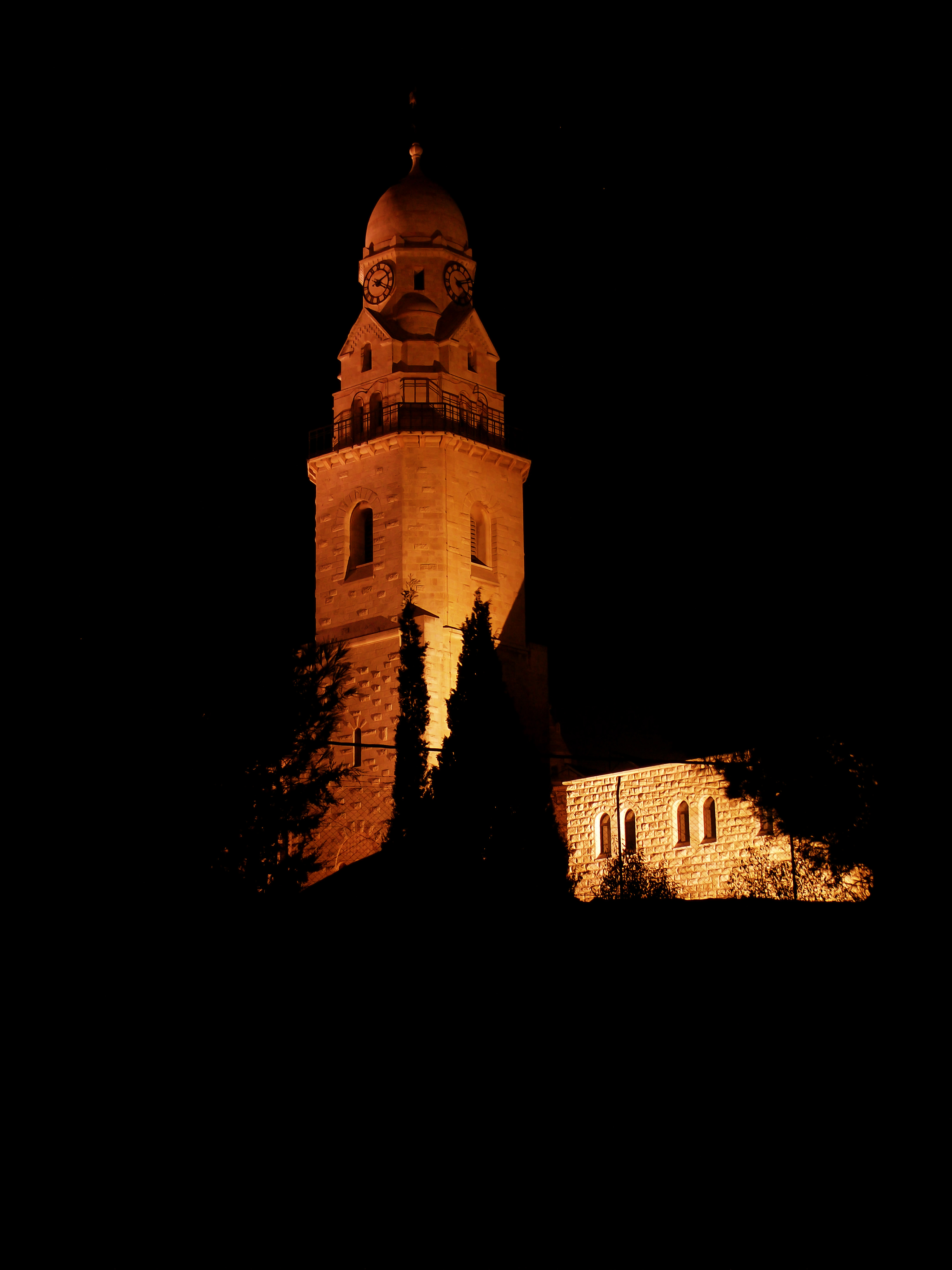
Turm bei Nacht. In Jerusalem wird scherzhaft gesagt, Kaiser Wilhelm II. habe hier ein unfreiwilliges Selbstporträt geliefert, da die Kuppel an eine Pickelhaube erinnert, die Uhren an Augen und darunter sind Nase und nussknackerartiger Mund (2012)

Die Abtei hat seit 1939 eine Niederlassung in Tabgha am See Genezareth; diese ist seit 2003 ein abhängiges Priorat und betreut die ebenfalls dem Deutschen Verein vom Heiligen Lande gehörende Brotvermehrungskirche in Tabgha.
Eine weitere kleine Niederlassung, das „Haus Jerusalem“, bestand zwischen Advent 2003 und Mai 2013 in Hildesheim.

### Kongregation
Seit September 2012 gehört die Abtei zur Kongregation von der Verkündigung der seligen Jungfrau Maria (Congregatio Annuntiationis B.M.V.) des Benediktinerordens, wie auch die Abtei St. Matthias in Trier, das Priorat auf der Huysburg, die belgischen Abteien Maredsous, Keizersberg (Löwen) und Sint Andries (Zevenkerken, Brügge) sowie die Abtei Glenstal in Irland.

### Äbte
Seit der Erhebung zur Abtei 1926 standen die folgenden Äbte der Dormitio vor:
- 1926–1948: Maurus Kaufmann[5]
- 1952–1968: Leo von Rudloff
- 1969–1979: Laurentius Klein[6] (Abt-Administrator, vorher Abt von St. Matthias in Trier)
- 1979–1995: Nikolaus Egender[7]
- 1995–2011: Benedikt Lindemann[8]
- 2011–2016: Gregory Collins[9]
  - 2016–2018: Nikodemus Schnabel (Prior-Administrator)[10]
- 2018–2023: Bernhard Maria Alter[11]
- seit 2023: Nikodemus Schnabel[12]

## Architektur

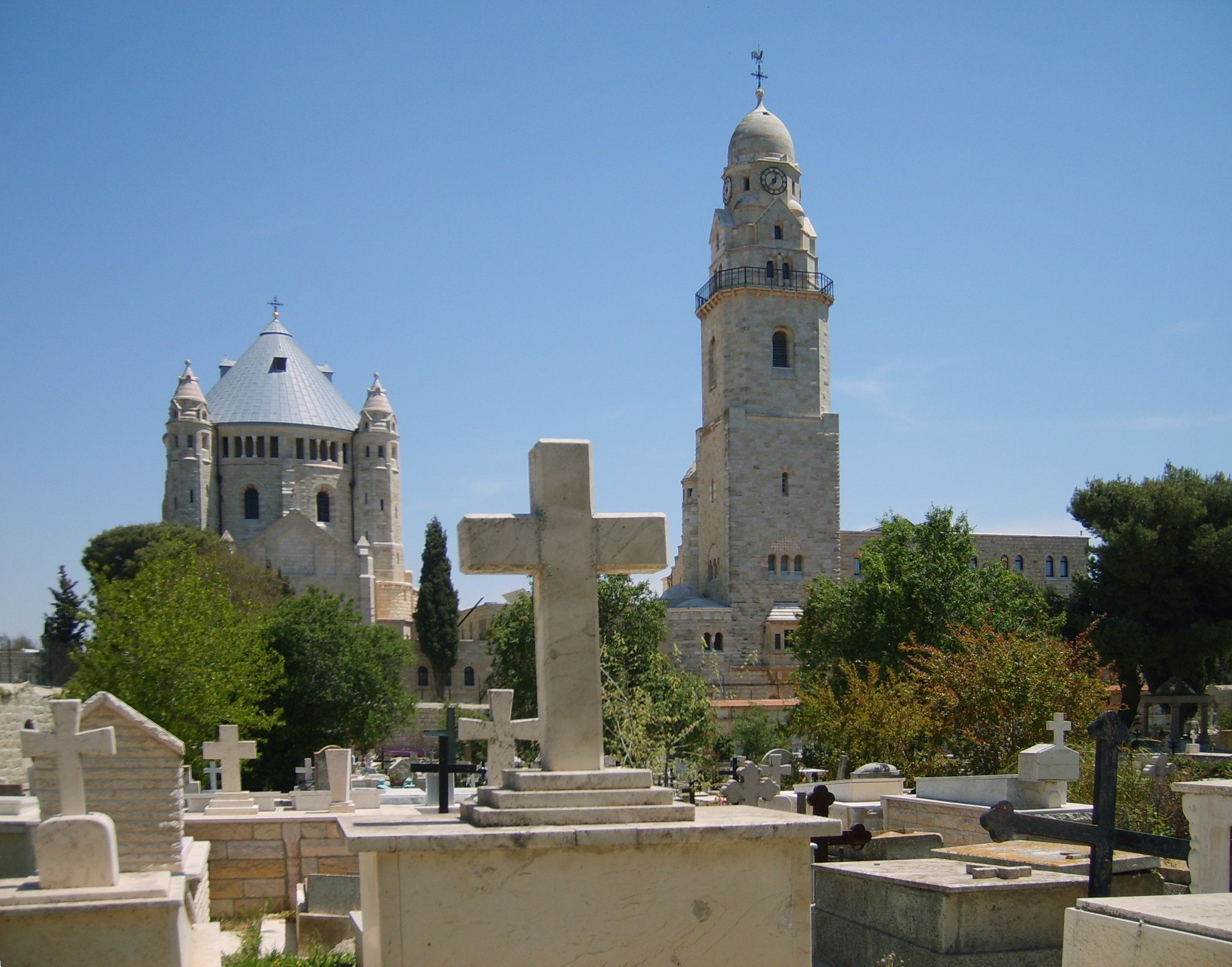
Blick über den armenisch-christlichen Friedhof zu Abtei und Kirche (2007)

Die Anlage wurde entsprechend der lokalen Jerusalemer Bautradition gestaltet. Es finden sich verschiedene stilistische Einflüsse, so unter anderem Elemente aus Romanik, Renaissance und aus der orientalischen Architektur. Die Ausmalung besorgten Jan Verkade und Hermann Huber.
Die Dormitio-Basilika ist ein Rundbau mit mehreren Nischen, in denen sich Nebenaltäre befinden, und einem Choranbau mit einer zweimanualigen Chororgel aus der deutschen Werkstatt Oberlinger in Windesheim. Über zwei Wendeltreppen erreicht man sowohl die Krypta, die Stätte Maria Heimgang, als auch die Orgelempore mit einer großen dreimanualigen Oberlinger-Orgel und die Galerie. Von hier sind zwei weitere der insgesamt vier Diagonaltürme der Kirche erreichbar. Aus Rücksicht auf das damals noch muslimische Heiligtum des Davidsgrabs (Nebi Da'ud), in dessen Obergeschoss sich der Abendmahlssaal befindet, wurde der Glockenturm so weit zurückversetzt, dass sein Schatten das Grab nicht berührt. So ist der Glockenturm auch nicht direkt von der Kirche aus begehbar.
Ab September 2018 wurde die Krypta renoviert, gefolgt 2022/2023 von der übrigen Kirche und dem Kloster. Die finanzielle Förderung des Vorhabens durch die Bundesregierung war in den Koalitionsvertrag von 2018 aufgenommen worden. Mit dem Abschluss der Arbeiten wurde im März 2023 wurde ein neuer Altar eingeweiht. 2025 erhielt die Basilika zwei neue Glocken.